# 褚恩荣
褚恩荣（？—？）籍贯不详，中华民国军事将领。老北洋系袁世凯的部属。

## 生平
中华民国时期，褚恩荣曾任陆军第一师第一旅旅长，陆军第二混成旅旅长。1923年11月27日，获将军府荣威将军。